# Königtum im Himmel
Königtum im Himmel (hurritisch: šarr=ašše ḫavorni=n) ist der Name eines theogonischen Mythos. Sein Ursprung liegt in der hurritischen Mythologie, überliefert wurde er in einer hethitischen Übersetzung, aufgefunden in den Königsarchiven von Ḫattuša (ca. 1300 v. Chr.). Der Mythos Königtum im Himmel reiht sich in eine Gruppe mehrerer Mythen um den hurritischen Korngott Kumarbi.
Der Mythos enthält sumerische, mesopotamische, syrische und hurritische Elemente. Die Grundzüge und Motive der Götterabfolge des Mythos haben eine sichtbare Ähnlichkeit mit Hesiods Theogonie, besonders in der Entmannung des Uranos durch Kronos und der (vermeintlichen) Verspeisung des Sohnes.

## Inhalt des Mythos
Zunächst werden mehrere Urgottheiten angerufen, sie mögen zuhören. Dann folgt der eigentliche Mythos.
In alten Tagen war Alalu König im Himmel und Anu war sein Mundschenk, der ihm zu Füßen saß. Nach neun Jahren lieferte Anu dem Alalu einen Kampf und vertrieb ihn. Alalu floh hinunter zur finsteren Erde. Dann war Anu König im Himmel und Kumarbi war sein Mundschenk. Nach neun Jahren kam es zum Kampf, bei dem Anu aus Kumarbis Handgriffen entweichen konnte und zum Himmel floh. Kumarbi aber zog den Anu an den Füßen vom Himmel herunter und biss ihm die Genitalien ab und Anus Sperma mischte sich in Kumarbis Bauch. Doch sein Triumph wurde getrübt durch Anus Worte: 
„Freue dich nicht über dein Inneres! In deinen Bauch habe ich eine Last gelegt: Erstens habe ich dich geschwängert mit dem gewichtigen Wettergott (Teššub); zweitens habe ich dich geschwängert mit Aranzaḫ (Fluss Tigris), dem unwiderstehlichen; drittens habe ich dich geschwängert mit dem gewichtigen Gott Tašmišu.“
Kumarbi spie das Sperma auf den Berg Kanzura aus und begab sich nach Nippur. Der Text wird nun lückenhaft, aber es wird angenommen, dass das Ausgespiene zum Fluss Tigris (hurr. Aranzaḫ) wurde. Noch in Kumarbis Bauch unterhielt sich der Wettergott Teššub mit Anu, der ihm verriet, aus welcher Stelle er am Ende der Schwangerschaft aus Kumarbis Körper treten könne. Der Rest lässt noch erkennen, dass auch die Erde schwanger wird – wohl vom ausgespienen Sperma – und zwei Kinder gebiert. Kumarbi begibt sich zudem zu Ea, weil er seinen Sohn verschlingen möchte, erhält aber verdorbene Speisen. Ein Zauberer namens „Der Arme“ wird geholt, um Teššubs Geburt einzuleiten.
Nach der Geburt des Wettergottes verbündet sich Anu mit diesem und seinen Brüdern. Aber Kumarbi zeugt mehrere Kinder, darunter den Felsendämon Ullikummi, um seine Herrschaft zu sichern. Diese Kämpfe sind bekannt als „Lied von Ullikummi“, der Mythos des Schlangendämonen Ḫedammu und der Mythos des Silberdämonen Ušḫuni.